# Fundação Burgher Portugal-Sri Lanka
A Fundação Burgher Portugal-Sri Lanka (Sri Lanka Portuguese Burgher Foundation em inglês) é uma instituição criada em 2006 e sediada em Baticaloa, no Sri Lanka.
Desenvolve várias actividades, nomeadamente na área da formação técnica e do apoio à integração no mercado de trabalho e na Universidade, apoio social a viúvas, gestão de dois jardins-de-infância e do Centro Social e Cultural D. Lourenço de Almeida, que serve de sede à fundação. O Centro Social D. Lourenço de Almeida, aberto em 18 de Março de 2010, tem por objectivo desenvolver conferências e actividades socio-culturais e de formação ao serviço da comunidade local. Criado em 2010, o centro serve também de sede para a Fundação Burgher Portugal-Sri Lanka.
Foi fundada no rescaldo do desastre do Sismo e tsunâmi do Oceano Índico de 2004, mediante proposta do presidente da organização não-governamental portuguesa Assistência Médica Internacional Fernando Nobre, que visitou a região, em discussão com o Rev. Fr. Francis Xavier Dias, descendente português.
A instituição tem o nome em homenagem a D. Lourenço de Almeida, filho do 1º vice-rei da Índia Dom Francisco de Almeida, que alcançou o Sri Lanka em 1505, entrando em contacto com o rei cingalês do reino de Cota, Parakramabahu VIII, tendo com ele firmado um tratado de amizade e aliança militar na ocasião.